# Baron Keane
Baronowie Keane 1. kreacji (parostwo Zjednoczonego Królestwa)
- 1839–1844: John Keane, 1. baron Keane
- 1844–1882: Edward Arthur Wellington Keane, 2. baron Keane
- 1882–1901: John Manly Arbuthnot Keane, 3. baron Keane